# Martorelli
Rinaldo José Martorelli ou simplesmente Martorelli (São Paulo, 18 de abril de 1962) é um ex-futebolista brasileiro que atuava como goleiro.
Atualmente é o presidente do Sindicato dos Atletas Profissionais de São Paulo e da Divisão Américas da Federação Internacional de Futebolistas Profissionais (FIFPro). É membro da Câmara de Resolução de Disputas da FIFA.

## Carreira como jogador
É de uma família italiana da Calábria, que migrou e fundou São Caetano do Sul.
Ele passou a ser o goleiro titular do Palmeiras em 1985 depois da segunda passagem de Leão pelo clube, sendo eleito pelo jornal A Gazeta Esportiva o melhor goleiro do Campeonato Paulista de 1986.
Assim permaneceu até 1 de abril de 1987, em uma derrota para o Guarani por 2 a 1. O volante Lourival, do Bugre, fora expulso, mas passou a fazer cera na hora de sair do campo. Martorelli tentou arrastá-lo à força, mas acabou expulso também, sendo substituído por Zetti. No jogo seguinte, Zetti deu início a uma sequência de 1 238 minutos sem sofrer gols e só veio a perder a posição em novembro do ano seguinte, por contusão. A esta altura, Martorelli já havia sido emprestado para o Náutico, e Ivan foi o substituto de Zetti.
Quando voltou, no ano seguinte, Leão era o técnico e barrou o goleiro em favor de Velloso. A imprensa divulgou na época que Corinthians e São Paulo estariam interessados em Martorelli, mas o Palmeiras não estava interessado em cedê-lo a um rival e manteve seu passe.  Em todo o tempo que passou pelo clube, fez 206 partidas como titular.
Depois de dezesseis meses sem jogar e treinar, conseguiu comprar seu passe e assinou um contrato de três meses com a Portuguesa, mas acabou não entrando em campo.
Em 1990, foi para o Taubaté, da divisão intermediária, e, em 1991, para o São Caetano, clube que ele ajudara a fundar. No meio do ano, transferiu-se para o Pelotas.
Ainda passou por Goiás, Paysandu, Taubaté, Noroeste e Esportivo de Passos, entre outros, antes de encerrar a carreira em 1995, aos 33 anos. A essa altura, já era o presidente do Sindicato dos Atletas Profissionais de São Paulo, vaga que assumiu durante sua segunda passagem pelo Taubaté, a convite de seu colega Toninho Cecílio, seu antecessor. Os dois já tinham jogado juntos pelo Palmeiras.

## Carreira como sindicalista
Quando se retirou do futebol, já fazia dois anos que dividia seu tempo entre os times que defendia e o sindicato. As segundas-feiras eram sempre reservadas ao sindicato, com a ajuda de Hélio Geraldo Caxambu, primeiro presidente da entidade, já aposentado, mas que seguia dando conselhos para o ex-goleiro. Martorelli provavelmente foi um dos maiores entusiastas da Lei Pelé, que acabou com o passe em 1998, tendo trabalhado ativamente em seu favor. Mais tarde, além de presidente do sindicato paulista, passou a ser vice-presidente do sindicato nacional (FENAPAF), membro da diretoria executiva do sindicato mundial de futebolistas (FIFPro), membro da Comissão de Resolução de disputas da FIFA; também é advogado especialista em Direito Desportivo, mestre em Direitos Fundamentais e professor de várias pós-graduações pelo país. Em 2011 assumiu as presidências da FENAPAF, sindicato nacional que congrega dezessete sindicatos estaduais, e do braço latino-americano da Divisão América do Sindicato Mundial da FIFPro
Em 2007 foi citado em uma reportagem sobre jogadores que ficam sem receber salários no Oriente Médio e em 2010 ganhou espaço na imprensa ao defender jogadores das categorias de base do São Paulo. De acordo com declarações do sindicalista ao Jornal da Tarde, o clube teria agido de "forma ilegal na elaboração dos contratos" de três jogadores.

## Carreira jurídica
Rinaldo Martorelli também dedicou-se aos estudos jurídicos, formando-se bacharel em Direito em 1999, na Universidade do Grande ABC. Em 2003 concluiu a pós-graduação em Direito Desportivo pela Faculdade de Direito de São Bernardo do Campo, elaborando seu trabalho final acerca da relação de trabalho do atleta de futebol profissional. No início de 2010, tornou-se Mestre em Direitos Fundamentais pelo Centro Universitário FIEO, elaborando a dissertação "A restrição de liberdade contratual do atleta profissional no âmbito dos direitos fundamentais".
Martorelli seguidamente é convidado para proferir palestras em vários simpósios e congressos de Direito Desportivo e foi nomeado, em março de 2010, vice-presidente da Comissão de Direito Desportivo da Ordem dos Advogados do Brasil - Secção Estadual de São Paulo. Também é um dos apresentadores do programa Direito Esporte Clube, que vai ao ar aos sábados na TV Aberta, espaço que discute atualidades jurídicas envolvidas no esporte de forma simples e bem humorada.